# Romano Rossi
Romano Rossi (Montevarchi, Toscana, Italia, 1 de agosto de 1947) es un obispo católico, teólogo y biblista italiano.

## Biografía
Nacido el día 1 de agosto de 1947, en la localidad italiana de Montevarchi ("situada en la Provincia de Arezzo y en la Región Toscana"). Cuando era jovencito, descubrió su vocación religiosa y eso le llevó a ingresar en el seminario menor.
Finalmente fue ordenado sacerdote el 27 de junio de 1971 para la Diócesis de Fiesole, por el entonces obispo "Monseñor" Antonio Bagnoli(†).
Seguidamente se trasladó hacia la ciudad de Roma, para continuar con sus estudios superiores.
Allí se licenció en Teología por la Pontificia Universidad Gregoriana y en Ciencias Bíblicas por el Pontificio Instituto Bíblico. Durante esa época residió en el Seminario Mayor Romano hasta 1978.
Cuando terminó su formación, regresó a su diócesis natal y fue vicario parroquial en San Giovanni Valdarno.
En 1983 fue asistente nacional de los scouts y guías de la Asociación de Guías y Scouts Católicos de Italia (AGESCI).
Luego el 1 de marzo de 1990 fue destinado a la Diócesis de Roma, en la cual se desempeñó como Director Espiritual del Seminario Mayor Romano y como Párroco de la Iglesia de Nuestra Señora de Coromoto y del Distrito Metropolitano de Colli Portuensi.
Ya el 20 de diciembre de 2007, ascendió al episcopado, cuando Su Santidad el Papa Benedicto XVI le nombró como nuevo Obispo de la Diócesis de Civita Castellana, en sustitución de "Monseñor" Divo Zadi que se jubiló.
Al ser nombrado obispo, además de su escudo, eligió como lema: "Verbum Crucis Virtus" - (en latín).
Recibió la consagración episcopal el día 16 de febrero de 2008, en la archibasílica de San Juan de Letrán, a manos del cardenal vicario de Roma monseñor Camillo Ruini actuando como consagrante principal. Y como co-consagrantes tuvo al entonces Arzobispo de Cagliari "Monseñor" Giuseppe Mani y a su predecesor en este cargo Divo Zadi que será emérito de esta sede.
El 24 de enero de 2023 fue confirmado como miembro del Dicasterio de las Causas de los Santos usque ad octogesimum annum aetatis.